# Сирано дьо Бержерак (филм, 1990)
„Сирано̀ дьо Бержера̀к“ (на френски: Cyrano de Bergerac) е френски филм от 1990 година, романтична трагикомедия на режисьора Жан-Пол Рапно по негов сценарий в съавторство с Жан-Клод Кариер, базиран на едноименната пиеса на Едмон Ростан от 1897 година.
В центъра на сюжета е гасконският поет и офицер от XVII век Сирано дьо Бержерак, който се смята за непривлекателен заради големия си нос, но започва епистоларна връзка с жената, в която е влюбен, от името на свой недодялан млад колега. Главните роли се изпълняват от Жерар Депардийо, Ан Броше, Венсан Перез, Жак Вебер.
„Сирано дьо Бержерак“ има голям успех и получава 10 награди „Сезар“ (включително за най-добър филм), „Златен глобус“ за чуждоезичен филм, „Оскар“ за дизайн на костюмите и 3 награди на БАФТА.